# ZTR Zaporijjia
Ne doit pas être confondu avec HC Motor Zaporijjia.
Maillots
Le ZTR Zaporijjia, est un club de handball basé à Zaporijjia en Ukraine. Avec 14 championnats remportés, il est le club le plus titré d'Ukraine.

## Palmarès
Compétitions internationales
- Coupe de l'IHF (1) : 1983
  - Finaliste en 1985

Compétitions nationales
- Championnat d'Ukraine (14) : 1993, 1995, 1998, 1999, 2000, 2001, 2003, 2004, 2005, 2007, 2008, 2009, 2010, 2011
  - vice-champion (9) en 1996, 1997, 2002, 2006, 2013, 2015, 2016, 2017 et 2018
  - troisième (3) en 1994, 2012 et 2014
- Vice-champion d'URSS en 1971
  - troisième (6) en 1972, 1974, 1975, 1982, 1983 et 1984
- Coupe d'Ukraine (2) : 2011, 2014

## Joueurs célèbres
- Ivan Brouka (de) : de 2002 à 2005
- Sergueï Chelmenko : avant 2006
- Siarhei Harbok : de 2003 à 2005
- Mikhaïl Ichtchenko : ?
- Sergueï Kouchniriouk : ?
- Mykola Tomyn (en) : ?
- Sergiy Onufriyenko : avant 2009
- Mykola Stetsyura : de 2004 à 2011
- / Oleg Velyky : avant 2001
- // Andrei Xepkin : avant 1991